# Acalolepta
Acalolepta är ett släkte av skalbaggar som ingår i familjen långhorningar.

## Bildgalleri

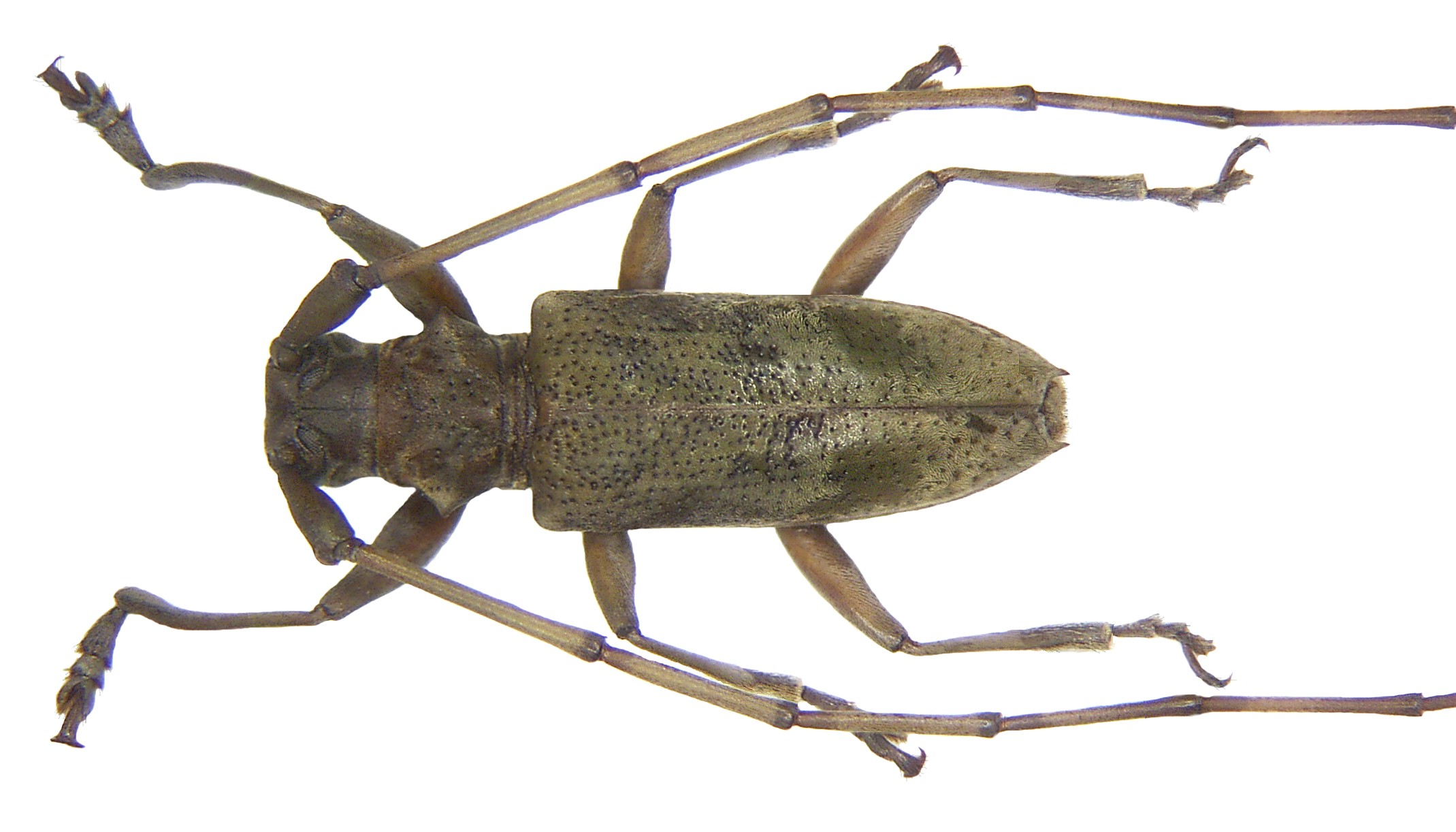
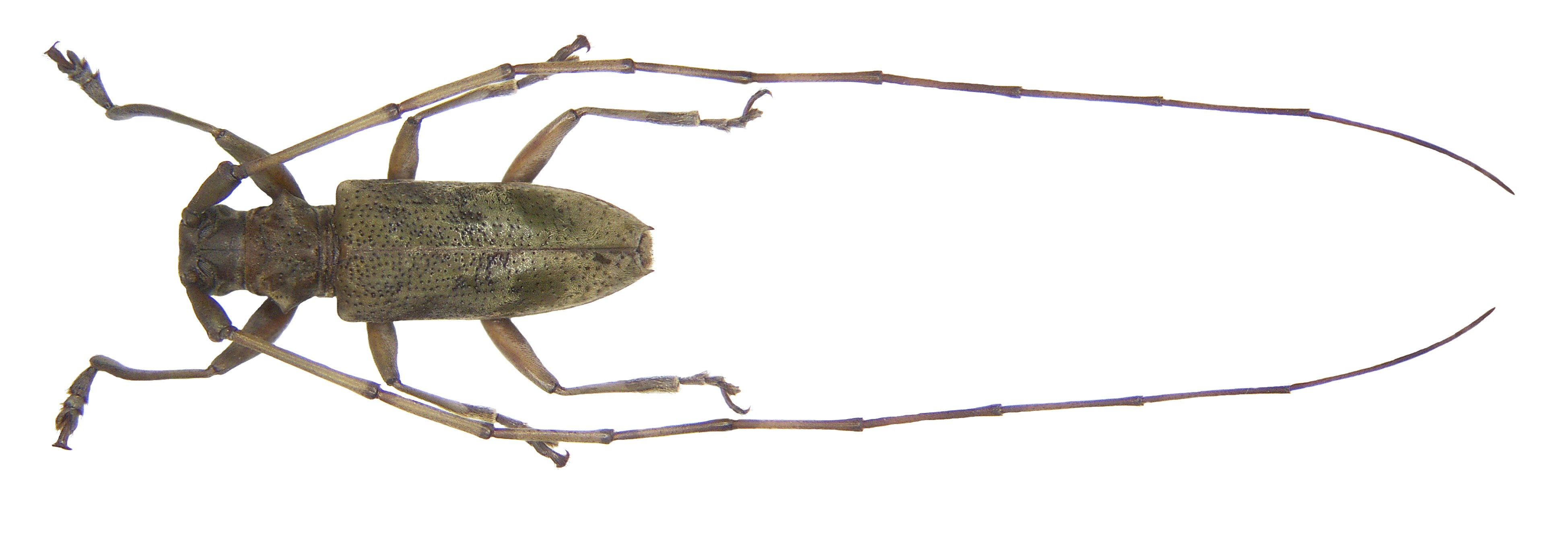
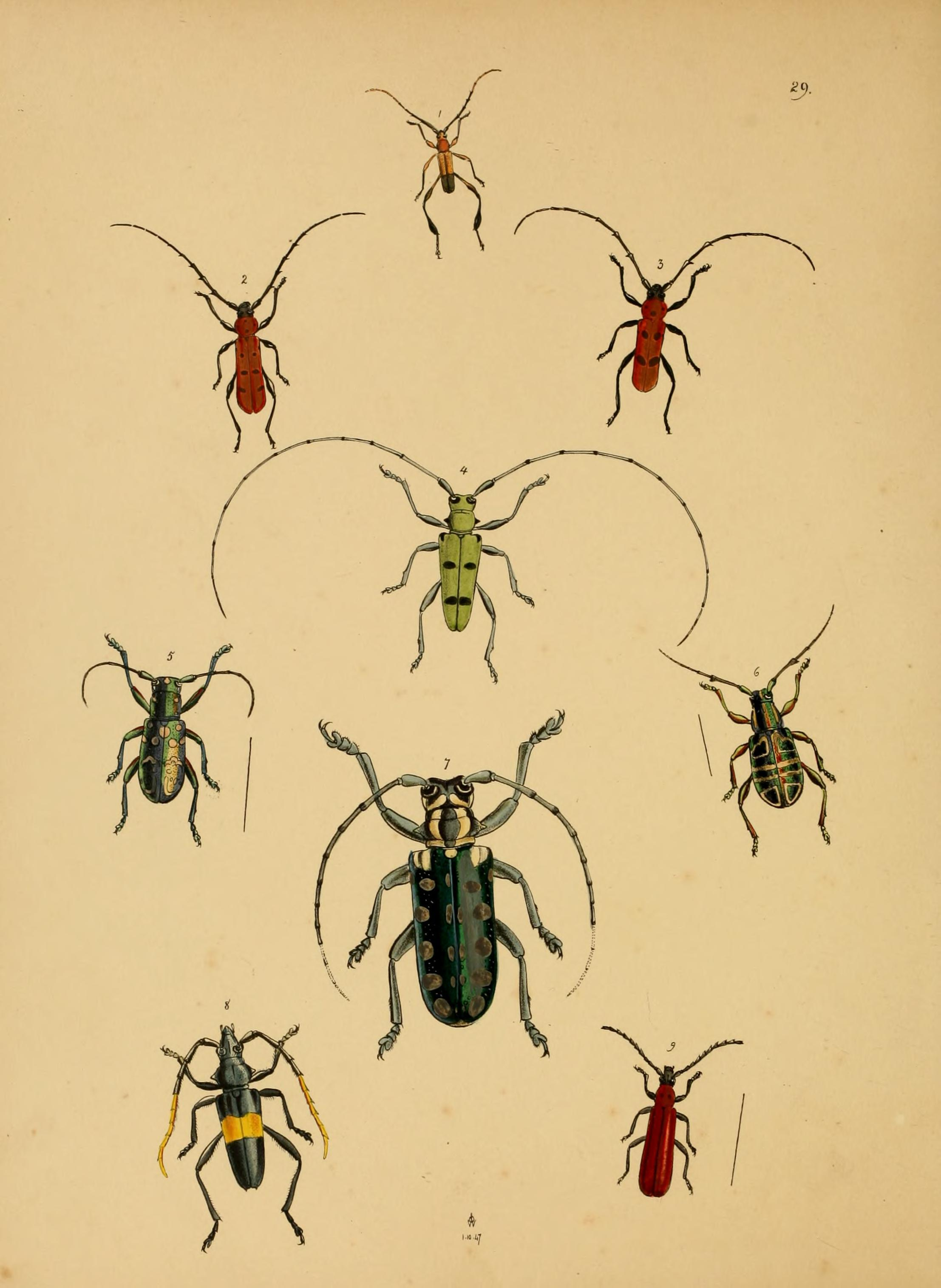

## Arter inom släktet
- Acalolepta acanthocinoïdes
- Acalolepta admixta
- Acalolepta aesthetica
- Acalolepta albosparsuta
- Acalolepta alorensis
- Acalolepta ampliata
- Acalolepta andamanensis
- Acalolepta andamanica
- Acalolepta annamensis
- Acalolepta antenor
- Acalolepta argentata
- Acalolepta arrowi
- Acalolepta artensis
- Acalolepta artia
- Acalolepta atra
- Acalolepta atroolivacea
- Acalolepta aurata
- Acalolepta aureofusca
- Acalolepta aurosericea
- Acalolepta australis
- Acalolepta basicornis
- Acalolepta basigranulata
- Acalolepta basimaculata
- Acalolepta basiplagiata
- Acalolepta battonii
- Acalolepta bennigseni
- Acalolepta bicolor
- Acalolepta bifasciata
- Acalolepta biocellata
- Acalolepta birmana
- Acalolepta bisericans
- Acalolepta bispinosa
- Acalolepta bispinosipennis
- Acalolepta blairi
- Acalolepta bolanica
- Acalolepta boninensis
- Acalolepta borneensis
- Acalolepta breuningi
- Acalolepta breviscapa
- Acalolepta brunnea
- Acalolepta bryanti
- Acalolepta buruana
- Acalolepta buruensis
- Acalolepta cariosa
- Acalolepta celebensis
- Acalolepta cervina
- Acalolepta chinensis
- Acalolepta convexa
- Acalolepta coreanica
- Acalolepta coreensis
- Acalolepta corpulenta
- Acalolepta crassepunctiformis
- Acalolepta daosus
- Acalolepta dayremi
- Acalolepta defectrix
- Acalolepta degener
- Acalolepta degeneroides
- Acalolepta densefuscomarmorata
- Acalolepta densemarmorata
- Acalolepta densepunctata
- Acalolepta dentifera
- Acalolepta dentiferoides
- Acalolepta dispar
- Acalolepta elongata
- Acalolepta enganensis
- Acalolepta fergussoni
- Acalolepta ferriei
- Acalolepta flavidosignata
- Acalolepta flavithorax
- Acalolepta flavomarmorata
- Acalolepta flocculata
- Acalolepta florensis
- Acalolepta formosana
- Acalolepta fraudatrix
- Acalolepta frenchi
- Acalolepta freudei
- Acalolepta fruhstorferi
- Acalolepta fulvoscutellata
- Acalolepta fuscomarmorata
- Acalolepta fuscopunctata
- Acalolepta fuscosericea
- Acalolepta fuscosparsuta
- Acalolepta gardneri
- Acalolepta ginkgovora
- Acalolepta gracilis
- Acalolepta grisea
- Acalolepta griseipennis
- Acalolepta griseofasciata
- Acalolepta griseofumata
- Acalolepta griseomicans
- Acalolepta griseoplagiata
- Acalolepta griseoplagiatoides
- Acalolepta griseovaria
- Acalolepta grisescens
- Acalolepta grossescapus
- Acalolepta hachijoensis
- Acalolepta hainana
- Acalolepta haradai
- Acalolepta hebridarum
- Acalolepta hepatica
- Acalolepta hingstoni
- Acalolepta holonigra
- Acalolepta holosericea
- Acalolepta holotephra
- Acalolepta hunanensis
- Acalolepta ikedai
- Acalolepta impuncticollis
- Acalolepta inaequalis
- Acalolepta indica
- Acalolepta infasciata
- Acalolepta insularis
- Acalolepta itzingeri
- Acalolepta iwahashii
- Acalolepta javanica
- Acalolepta kaszabi
- Acalolepta korolensis
- Acalolepta kuniyoshii
- Acalolepta kusamai
- Acalolepta laeviceps
- Acalolepta laevicollis
- Acalolepta laevifrons
- Acalolepta lessonii
- Acalolepta lineata
- Acalolepta litigiosa
- Acalolepta longicollis
- Acalolepta longipennis
- Acalolepta longiscapus
- Acalolepta loriai
- Acalolepta luzonica
- Acalolepta macrophthalma
- Acalolepta malaccensis
- Acalolepta malaisei
- Acalolepta marianarum
- Acalolepta marmorata
- Acalolepta marshalli
- Acalolepta marshalliana
- Acalolepta masatakai
- Acalolepta mausoni
- Acalolepta meeki
- Acalolepta microspinicollis
- Acalolepta minima
- Acalolepta misella
- Acalolepta mixta
- Acalolepta moensis
- Acalolepta montana
- Acalolepta mutans
- Acalolepta nagporensis
- Acalolepta nativitatis
- Acalolepta neopommeriana
- Acalolepta nepalensis
- Acalolepta niasana
- Acalolepta niasensis
- Acalolepta niasica
- Acalolepta nishimurai
- Acalolepta nivosa
- Acalolepta noctis
- Acalolepta novaguineae
- Acalolepta ochreifrons
- Acalolepta olivacea
- Acalolepta opposita
- Acalolepta ovina
- Acalolepta pallens
- Acalolepta papuana
- Acalolepta parabolanica
- Acalolepta paracervina
- Acalolepta paraspeciosa
- Acalolepta paravariolaris
- Acalolepta persimilis
- Acalolepta pici
- Acalolepta pleuralis
- Acalolepta pontianakensis
- Acalolepta producta
- Acalolepta proxima
- Acalolepta pseudaurata
- Acalolepta pseudobianor
- Acalolepta pseudoconvexa
- Acalolepta pseudodentifera
- Acalolepta pseudomarmorata
- Acalolepta pseudoproducta
- Acalolepta pseudosericans
- Acalolepta pseudospeciosa
- Acalolepta pseudotincturatus
- Acalolepta puncticeps
- Acalolepta puncticollis
- Acalolepta punctifrons
- Acalolepta pusio
- Acalolepta riouensis
- Acalolepta romblonica
- Acalolepta rotundipennis
- Acalolepta rusticatrix
- Acalolepta saintaignani
- Acalolepta samarensis
- Acalolepta savoensis
- Acalolepta scotti
- Acalolepta sculpturata
- Acalolepta semidegenera
- Acalolepta semisericea
- Acalolepta sericans
- Acalolepta sericea
- Acalolepta sericeiceps
- Acalolepta sericeipennis
- Acalolepta sericeomicans
- Acalolepta sikkimensis
- Acalolepta similis
- Acalolepta siporensis
- Acalolepta sobria
- Acalolepta socia
- Acalolepta soembana
- Acalolepta sondaica
- Acalolepta speciosa
- Acalolepta stictica
- Acalolepta strandi
- Acalolepta subaequalis
- Acalolepta subaurata
- Acalolepta subbasicornis
- Acalolepta subbicolor
- Acalolepta sublusca
- Acalolepta submaculata
- Acalolepta subpustulata
- Acalolepta subspeciosa
- Acalolepta subsulphurifer
- Acalolepta subtruncata
- Acalolepta subunicolor
- Acalolepta sulcicollis
- Acalolepta sulphurifera
- Acalolepta sumatrana
- Acalolepta sumatrensis
- Acalolepta sumbawana
- Acalolepta szechuana
- Acalolepta tarsalis
- Acalolepta tenasserimensis
- Acalolepta tenuipes
- Acalolepta tenuis
- Acalolepta ternatensis
- Acalolepta timorensis
- Acalolepta timorlautensis
- Acalolepta tincturata
- Acalolepta trucana
- Acalolepta truncata
- Acalolepta tugelensis
- Acalolepta unicolor
- Acalolepta uniformis
- Acalolepta ussuriensis
- Acalolepta variolaris
- Acalolepta whiteheadi
- Acalolepta viridimicans
- Acalolepta vitalisi
- Acalolepta wittmeri
- Acalolepta woodlarkiana
- Acalolepta woodlarkiensis
- Acalolepta yokoyamai
- Acalolepta y-signata